# مدينة الرماد (رواية)
مدينة الرماد هي ثاني رواية من سلسلة روايات الأدوات المميتة، وهي سلسلة قصص خيالية كتبتها الكاتبة كاساندرا كلير، وكانت هذه الرواية من أهم عشرة كتب للمراهقين من جمعية المكتبات الأمريكية في عام 2009.

## حبكة الرواية
أم كلاري، جوسلين، لم تستيقظ بعد، لذلك كلاري تعيش الآن في منزل لوك. تتشابك عواطف كلاري عندما يبدأ سايمون يعاملها كحبيبته. تم نفي جايس من المعهد تحت شكوكهم بأنه يعمل كجاسوس لفالنتاين. يتوجه جايس إلى حانة «قمر الصياد»، لأنه لا يوجد مكان يعيش فيه الآن. ولدى وصوله، يكتشف أن طفل من المستذئبين ذُبح في مكان قريب وأن حزمة المستذئبين يريدون مساعدته.يرفض جايس المساعدة، ويتعرض لهجوم من قبل الحزمة، ويتم إنقاذه من قبل لوك، زعيم الحزمة. بعد بعض التشجيع من قبل لوك، جايس يعود إلى المعهد لمواجهة أليك ووالدة ايزي التي كانت قد طردته.ثم تكشف له عن أن المحقق كان قادماً وكانت تحاول فقط تجنيب جايس له.
كلاري تعود إلى المعهد بعد أن تتلقى رسالة نصية من ايزي قائلة أن جايس قد أثارغضب المحقق، وتم سجنه في المدينة الصامتة، وفي حين جلوسه في زنزانته، جيس يبدأ في سماع شيء يهاجم الاخوان الصامتين ويكتشف أن فالنتاين قد قتل الاخوان الصامتين للحصول على الأداة المميتة الثانية، السيف المميت. كلاري، ايزي، وأليك يستجيبون لنداء استغاثة من المدينة الصامتة، ليكتشفوا أن الإخوان الصامتون جميعا قد تم ذبحهم. كلاري تحرر جايس باستخدام نسخة مضخمة من «رون الافتتاح» الذي ظهر لها وسط ذعرها. يظهر المحقق، جنبا إلى جنب مع مجموعة كبيرة من صائدي الظلام (صائدي الشياطين) المسلحين، وتتهم جايس بمساعدة فالنتاين، لأنه كان من المفترض أن يذهب جايس للمحاكمة بالسيف والآن اختفى السيف.
ويستدعى ماغنوس باين إلى مكان الحادث من قبل أليك، ويعرض الحفاظ على جايس كسجين في شقته، حيث يحاول هو والآخرين لمعرفة الخطط المحتملة لفالنتاين. يتلقى جايس في وقت لاحق عرضاً من ملكة محكمة سيلي لزيارة المحكمة. يذهب جايس مع سيمون، ايزي وكلاري، ويحاولون إقناع الملكة بمساعدتهم في هزيمة فالنتاين. تقول الملكة أنها ليست متأكدة إن كانت ستساعدهم وأيضاً تذكر كيف تعرف الأسرار العميقة، مثل كيفية جيس وكلاري ووالدهم هي مثال التجارب الرائعة التي تأتي في الحياة.ترتبك المجموعة وتقرر أن تغادر. ومع ذلك، يتم خداع كلاري في استهلاك طعام الجن، وتقع تحت التعويذة، ويسمح لها فقط المغادرة عن طريق تقبيل "الذي تكن له معظم رغباتها.في البداية يعرض سيمون تقديم القبلات لها، ولكن الملكة تقول له أنه ليس "التي ترغب به كلاري أكثر". كلاري وايزي يشيرون إلى أن القبلة قد تكون من جايس. والثلاثة يترددون في البداية، ولكن بعد أن أصرت ايزي أنها أيضا ستقبل أليك للإفراج عنه، جيس يقدم القبلة لكلاري. وبعد ذلك كلاري أصبحت حرة، مما يثبت أن قبلة جايس هي الأكثر رغبة لكلاري. هذا يجرح سيمون، لذلك يرحل بعد عودتهم إلى عالمهم. جيس وكلاري يعترفون يحبهم لبعضهم البعض وكلاري فورا تندم. جيس يقترح الحفاظ على علاقة سرية، وترد عليه كلاري بأنه في نهاية المطاف سيتم اكتشافها، وأنها ليست على استعداد للكذب على أصدقائهم وعائلاتهم.
وفي وقت لاحق، رافائيل يظهر في المعهد مع سيمون، وهو على وشك الموت. يوضح مصاص الدماء أن جرعة مصاص الدماء التي تلقاها سايمون عندما كان في فندق دومورت جعلت سايمون يصدق أنه يتحول إلى مصاص دماء. وأنه ذهب إلى فندق دومورت لرؤية رافائيل. وتمت مهاجمته من قبل مصاصي الدماء وتم خلط دم سايمون بدمهم. وبهذا يكون السبيل الوحيد لإنقاذ سايمون بدفنه وتحويله إلى مصاص دماء. والذي يسبب لكلاري حالة من تجاهل جايس لتصرفها تجاه حالة سايمون الجديدة. في حين نقاشهم حول كيفية إخبار أم سايمون بتحول سايمون لمصاص دماء، تدخل مايا بجراح بليغة جداً وصعب على لوك أن يعالجها. ماغنوس يشفي مايا حين يقرر لوك التحقق من الخارج ليرى فيما إذا كانت الشياطين لا زالت هناك. يتعرض لوك لهجوم ويصاب بجروح بالغة.جيس، سيمون، وكلاري يحاربون الشياطين خارج المنزل. يهرب الشياطين حين يرون العلامة الرونية على ساعد كلاري التي اكتسبتها من حلم لها بأن أمها قد باركتها. يعودون إلى المنزل للراحة مع الآخرين، وينتهي الحديث عن الرون القوية التي استخدمتها كلاري لتحرير جيس في وقت سابق. كلاري تكشف أنه كان شيئاً حدث بمجرد التفكير به، والجميع يعارضها، قائلا أن لا أحد يمكن أن ينشئ ببساطة رون لأنه يتم إنشاؤها من قبل الملائكة. وتتجرأ كلاري لإنشاء رون جديد، تقرر إنشاء رون لا يعرف الخوف، كما اقترح جيس. يجربون الرون على أليك، الذي يصل أبويه وشقيقته، يقترب أليك من أبويه ويقول أنه يرى شخصاً من العالم السفلي، ماغنوس يسكته بطريقة سحرية قبل أن يكشف من الشخص الذي يواعده. أليك يتظاهر بعدم معرفته بأي شيء، وفجأة أصبح متوتراً ودفاعياً عند سؤاله من يواعد. مما جعلهم يصدقون أن الرون قد عملت حقاً. يقرر الجميع النوم، فيما يستعير جايس دراجة رافائيل ويذهب لمقابلة فالنتاين على متن سفينة. يعرض فالنتاين على جايس الحماية لأحبابه إذا انضم جايس إليه وذهب إلى إدريس معه. جايس يبقى صامتاً، لكن في الصباح التالي المحقق يدعي بأن جايس كان مع فالنتاين، ويهدد بقتل جايس إذا لم يرجع فالنتاين السيف المميت. وعند إنكار جايس، يسجن المحقق جايس مرة أخرى. مخططاً لأن يبادل حياة جايس بالسيف المميت. جايس يحول إخباره بأن هذا لن يفلح لكن المحقق لا يتقبل لأنه يخطط للانتقام من فالنتاين لأنه قتل ابنه. مايا تُقتل بواسطة شيطان في طريقها لرؤية سايمون، يكون الشيطان على هيئة أخيها اذي مات، وذلك حدث بعد اختطاف فالنتاين لمايا.
كلاري والآخرون اكتشفوا اختطاف مايا وتم انقاذها بمساعدة ماغنوس، ولكن ليس قبل أن يستنزف فالنتاين دم سايمون. جايس يعيد الحياة إلى سايمون بعد تغذيته بالدم، بعد ظهور المحقق. بعد رؤية الندبة على شكل نجمة على كتفه التي هي خاصة بجايس، وقال انه بدأ باقتراح شيء عن هوية والديه، لكنه يقفز أمام جايس، وينقذه من شيطان، قبل أن يصاب. ومات في وقت لاحق، ويترك جايس مرتبكاً.
وفي الوقت نفسه، واحد من شياطين فالنتاين يختطف كلاري ويجلبها إلى قاربه حيث فالنتاين يخيفها مع السيف المميت. يجدها جايس وسايمون وينقذونها. يعترف فالنتاين بأن جايس اختار القتال إلى جانبه فقط لأنه يحب كلاري أكثر من مجرد أخت. ولقد عرف هذا الشيء من عندما ظهر لجايس شيطان على هيئة أكثر شيء يخاف منه، وظهر هذا الشيطان على هيئة كلاري وهي تموت. في المرة الثانية عندما رأى جايس هذا الشيطان ظهر له على هيئة فالنتاين، وجايس استمر بقتل الشيطان. كلاري تستخدم «رون الافتتاح» على السفينة، وتفتح جميع القطع على السفينة مما يجعل السفينة تنفجر. تقع كلاري في البحر ويتم إنقاذها عن طريق المخلوقات المرسلة من قبل الملكة للمساعدة. تهرب المجموعة بواسطة شاحنة حيث يكتشف سايمون ان دم جايس قد جعل منه «نهاري» أي أنه مصاص دماء يتعايش مع أشعة الشمس.
بعد حديث بين كلاري ولوك وبعد إخبار لوك لها عن ندمه بعدم إخبار أمها بكيفية شعور لوك حيالها، تقرر كلاري إخبار جايس بحبها وقرارها في المضي قدماً في علاقة بغض النظر، وقبل أن تتمكن من قول شعورها، يقول لها جايس بأنه سيعاملها كأخ من ذلك الوقت، مما يكسر قلبها. وف هذه الأثناء تلتقي بإمرأة كانت صديقة جوسيلين «أم كلاري», تقول هذه المرأة بأنه لديها طريقة لإيقاظ أم كلاري.

## الغلاف والعنوان
الغلاف يظهر كلاريسا فراي. يشير العنوان إلى مدينة الرماد، الذي يوصف في الفصل الذي يحمل نفس الاسم مثل المدينة الصامتة بعد فالنتاين وقتل الإخوان الصامتون وسرقة السيف المميت.

## استقبال الكتاب
أشاد دولوث نيوز تريبيون رواية مدينة الرماد، واصفا الكتاب بأنه «مجتاح». أشادت مجلة مكتبة المدرسة أيضاٌ الرواية، ومقارنتها ب «مثل مشاهدة مصاص دماء / فيلم بالذئب جيدة بوجه خاص». التعليقات: كيركوس: «تتمتع الكتاب ولكن حذرت من أن» إيحاءات المحارم قد تكون مثيرة للقلق للغاية بالنسبة لبعض"". أعطى إعلام المنطق العام الكتاب النجوم الأربعة، ووصفه بأنه «مجتاح» محذرا الآباء من العنف وزنا المحارم المحتملين. وقدم سبعة عشر مجلة وجهة نظر ايجابية، معتبرا أن الكتاب كان «ذكي، مضحك، ورومانسي».

## ضبط الفيلم
وكان من المقرر إنتاج مدينة الرماد في عام 2014، ولكن ألغيت في نهاية المطاف لصالح ضبطه إلى مسلسل تلفزيوني.

## وصلات خارجية
- The Official Mortal Instruments Website
- Cassandra Clare's Official Website